# Justicia nana
Justicia nana är en akantusväxtart som först beskrevs av Christian Gottfried Daniel Nees von Esenbeck, och fick sitt nu gällande namn av Gustav Lindau. Justicia nana ingår i släktet Justicia och familjen akantusväxter. Inga underarter finns listade i Catalogue of Life.